# Trinidad y Tobago en los Juegos Panamericanos de 2023
Trinidad y Tobago compitió en los Juegos Panamericanos de 2023 que se realizaron en Santiago, Chile, obteniendo 4 medallas: 1 oro, 1 plata y 2 bronces.
La delegación arubana estuvo compuesta por 63 atletas en 12 disciplinas. Sus abanderados en la inauguración fueron Nicholas Paul, ciclista quien venía de obtener una plata en el mundial de su disciplina y la boxeadora Tiana Guy 

## Medallistas
| Medalla           | Deportista                                                | Deporte        | Evento              | Fecha          |
| ----------------- | --------------------------------------------------------- | -------------- | ------------------- | -------------- |
| Medalla de oro    | Nicholas Paul                                             | Ciclismo       | Velocidad Masculino | 26 de octubre  |
| Medalla de plata  | Nicholas Paul                                             | Ciclismo       | Keirin Masculino    | 27 de octubre  |
| Medalla de bronce | Chike Augustine Ahkeel Boyd Akheem Boyd Moriba De Freitas | Baloncesto 3x3 | Masculino           | 23 de octubre  |
| Medalla de bronce | Michelle-Lee Ahye                                         | Atletismo 3    | 100 m Femenino      | 1 de noviembre |